# Bravo Air Congo
Die Bravo Air Congo war eine kongolesische Fluggesellschaft mit Sitz in Kinshasa, Demokratische Republik Kongo.

## Geschichte
Bravo Air Congo wurde 2006 als Tochtergesellschaft der Bravo Airlines gegründet. Der Flugbetrieb wurde am 11. September 2006 gestartet. Die Bravo Air Congo wurde seit 14. August 2006 in Anhang A der Liste der Luftfahrtunternehmen angeführt, gegen die in der EU eine Betriebsuntersagung ergangen ist. Dies bedeutete für Bravo Air Congo ein Landeverbot in der europäischen Union. Bravo Air Congo besaß eine Tochtergesellschaft in der Republik Kongo, die Bravo Air Congo Brazzaville. Am 10. Dezember 2007 meldete das Unternehmen ihren Konkurs und setzte den Flugbetrieb aus.

## Flugziele
Die Ziele in Afrika waren überwiegend im Südwesten (von Angola bis Benin), sowie die Flughäfen Johannesburg (JNB) im Süden und Nairobi (NBO) im Osten. Die meisten Flüge fanden jedoch in die Demokratische Republik Kongo statt.
Die Bravo Air Congo bediente nach Flugplan die europäischen Ziele Brüssel und Madrid (über Paris).

## Flotte
Bravo Air Congo und ihre Tochtergesellschaft Bravo Air Congo Brazzaville betrieben zusammen vier Douglas DC-9-30, welche aus den Beständen der Aeromexico übernommen wurden und ein Durchschnittsalter von etwa 27 Jahren aufwiesen.